# Белая водная огнёвка
Белая водная огнёвка (лат. Acentria ephemerella) — вид бабочек из семейства травяных огнёвок (Crambidae), единственный представитель рода Acentria. Гусеницы и бескрылая форма самок ведут подводный образ жизни.

## Описание

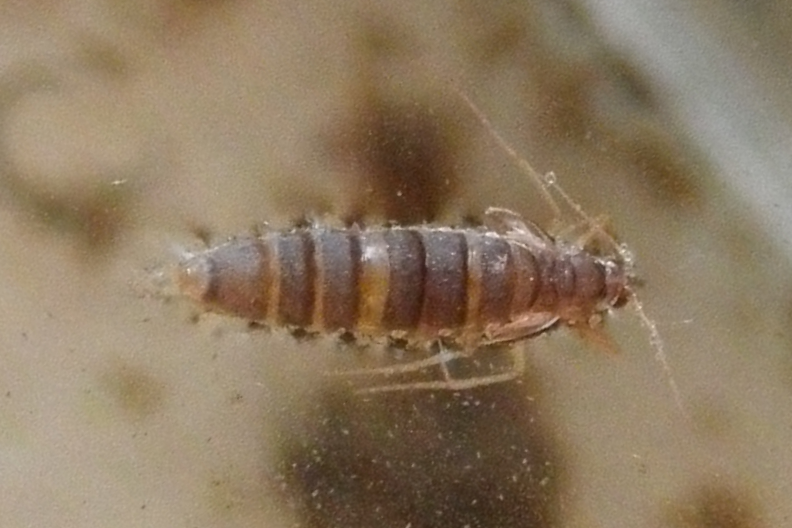
Бескрылая самка

Маленькая бабочка с размахом крыльев 11—13 мм. Передние крылья остроконечной формы. Длина переднего крыла около 6 мм. Окраска равномерная серо-белая или с пятном белого цвета в центре. Задние крылья белые. Самки бывают двух форм: преобладающая их часть — обычные, с развитыми крыльями, крупнее самцов. Вторая форма — бескрылые: у них имеются лишь небольшие зачатки крыльев. Данная форма самок обитает под водой и встречается преимущественно на севере ареала. На ногах у них имеются развитые плавательные щетинки.
Челюстные щупики хорошо развиты; покрыты густыми, длинными чешуйками, последний сегмент треугольный. Глаза большие и шаровидные, располагаются по бокам головы, темно-бурого цвета. Усики у самцов с ресничками, а у самок нитевидные. Хоботок зачаточный. Губные щупики длинные, вытянуты вперед наподобие клюва, у самок и самцов одинаковы по длине и форме.

## Ареал и местообитание
Ареал вида охватывает большую часть Голарктики до субтропиков: включая Северную и Среднюю Европу, европейскую часть России, Северную Америку (Канада и США). Бабочки встречаются по берегам водоёмов различных типов: озёр, прудов и рек, заросших водной растительностью.

## Биология
Время лёта бабочек с июня по август. Взрослые бабочки не питаются (афагия) и живут за счёт питательных веществ, накопленных на стадии гусениц. Бабочки летают днем и в сумерках по берегам водоёмов и спариваются. Бескрылые формы самки спариваются выставляя свое брюшко из воды. После спаривания крылатые формы самки откладывают яйца на листья водных растений, а бескрылые формы откладывают яйца под водой. Стадия яйца длится около недели. Сперва живут открыто на кормовых растениях, по мере взросления устраивают себе небольшую покрышку из отгрызенного кусочка кормового растения. Новорожденные гусеницы бесцветные, почти прозрачные. Через несколько дней гусеница становится зеленой, а по мере роста и развития приобретает оливково-зеленую окраску со светло-коричневой головой. Стадия гусеницы с июля по начало июня следующего года. Тип дыхания гусеницы зависит от стадии ее развития. В младшем возрасте они дышат растворенным в воде кислородом. В этих возрастах их дыхальца являются сильно редуцированными, а сами личинки обитают в воде. На этих стадиях развития процесс усвоения кислорода происходит через поверхность кожи. Гусеницы старших возрастов способны дышать как растворенным в воде кислородом, усваивая его всей поверхностью тела, так и атмосферным воздухом — с помощью трахей, которые появляются у них на поздних стадиях развития.
Перелиняв несколько раз, гусеница уходит на зимовку на дно водоёма. Окукливается личинка в особом подводном коконе, который прикрепляется к стеблям или нижней поверхности листьев водных растений. Кокон наполнен воздухом, который проникает в него из стеблей растений через отверстие, прогрызенное гусеницей. Куколка светло-бурая, длиной до 10 мм, брюшко оканчивается широкой закруглённой пластинкой.
Кормовыми растениями являются элодея (Elodea), рдест (Potamogeton), роголистник (Ceratophyllum), зеленая водоросль хара (Chara), чилим (Trapa), стрелолист (Sagittaria). Личинки выгрызают и соскабливают своими челюстями мягкие ткани листьев и выгрызают изнутри стебли кормовых растений.